# Kenneth Blackburne
Kenneth William Blackburne (12 de diciembre de 1907 – 4 de noviembre de 1980) fue un oficial colonial británico, más conocido como el primer gobernador general de Jamaica. Fue nombrado Sir en 1952.

## Biografía
Nació en Bordón, Inglaterra. Ingresó al servicio colonial en 1930 y sirvió en Nigeria, Palestina británica y en Gambia. Luego trabajó en las Indias Occidentales de 1943 hasta 1947 y posteriormente como director de servicios de información colonial en Londres de 1947 a 1950, antes de regresar a las Indias Occidentales. Ejerció como gobernador de las Islas de Sotavento de 1950 a 1956 y como gobernador de Jamaica de 1957 hasta 1962. Cuándo Jamaica logró su independencia en agosto de 1962, Blackburne fuenombrado gobernador-general; mantuvo ese cargo durante tres meses antes de ser sucedido por Clifford Campbell.
Blackburne falleció en Douglas, Isle de Man, a los 72 años.